# Cretoperipatus burmiticus
Cretoperipatus burmiticus is een uitgestorven ongewerveld dier dat behoort tot de stam der fluweelwormen (Onychophora). De wetenschappelijke naam van de soort werd voor het eerst geldig gepubliceerd door Engel & Grimaldi in 2002. De soort leefde in het Krijt in het tegenwoordige Azië.